# Santi Cirillo e Metodio
Santi Cirillo e Metodio ist eine römisch-katholische Pfarr- und Titelkirche in Acilia Nord in Rom. Sie trägt das Patrozinium von Kyrill und Method. Die Kirche hat die Grundform eines griechischen Kreuzes.

## Geschichte
Die Pfarrei wurde am 1. Oktober 1989 durch Kardinalvikar Ugo Poletti errichtet und dem römischen Diözesanklerus anvertraut. Die Kirche wurde 1996 und 1997 nach Plänen des Mailänder Architekten Bruno Bozzini gebaut. Kardinalvikar Camillo Ruini weihte sie am 8. November 1997. Papst Johannes Paul II. besuchte sie am 15. Februar 1998. 2019 wurde ein Ziborium aus der Kirche gestohlen, aber der Täter wurde gefunden. Am 23. September 2023 erhob Papst Franziskus sie in den Rang einer Titelkirche und wies sie Grzegorz Ryś als Kardinalpriester zu.